# Megan Timothy
Megan Timothy là cựu diễn viên, ca sĩ, nhà thám hiểm và người sống sót sau vụ đột quỵ người Zimbabwe. Cô cũng là tác giả của cuốn sách Let Me Die Laughing!: Waking from The Nightmare of a Brain Explosion, tự truyện về chấn thương não bộ của cô.

## Tiểu sử
Là con gái của một kiến trúc sư, Timothy sinh tại Rhodesia (nay là Zimbabwe) vào năm 1943. Ở tuổi 16, cô đang làm việc cho tờ Thời báo Victoria, một tờ báo Rhodesian. Sau đó, cô làm việc như một huấn luyện viên ngựa trong một thời gian ngắn. Vào những năm 1960, khi rời khỏi châu Phi, cô đã đến Hoa Kỳ. Lúc đó cô khoảng 21 tuổi. Sau khi đến Hoa Kỳ vào năm 1964, cô đến California với nguyện vọng trở thành nữ diễn viên hay nữ diễn viên đóng thế, nhưng chỉ có công việc như một nhân viên nghe điện thoại. Sau đó cô đã luyện tập sáu tuần để trở thành một cô hầu bàn tại câu lạc bộ Playboy và tìm được việc ở đó trong một khoảng thời gian. Một ngày nọ, trong khi làm việc tại câu lạc bộ, cô vô tình đốt cháy râu của một khách hàng quen trong khi cố gắng châm điếu thuốc lá cho khách. Trong một nỗ lực dập tắt ngọn lửa, cô ném nước vào mặt khách. Điều này khiến cô bị sa thải. Sau đó, cô bước vào thế giới diễn xuất và trở thành một nhà biên kịch. Vai diễn đầu tiên của cô là trong Good Morning... and Goodbye!
Vào những năm 1980, Timothy điều hành La Maida House, một nhà nghỉ phục vụ bữa sáng mà cô đã mua vào giữa những năm 1970. Cô đã tự thực hiện hầu hết các tu sửa của tòa nhà được xây dựng vào năm 1926. Cô vẫn đang điều hành quán trọ California vào những năm 1990. Năm 1999, và bây giờ khi cô đã trên 50 tuổi, cô đã bán căn nhà ở Bắc Hollywood, chiếc xe của mình và rất nhiều tài sản của mình. Điều này đã được cô thực hiện một cuộc hành trình xe đạp solo 12.000 dặm. Hành trình của cô sẽ đưa cô đến nhiều nơi khác nhau ở Tây Âu và một phần châu Phi.
Năm 2003, cô bị chứng phình động não và mất khả năng nói. Cuốn sách của cô Let Me Die Laughing!: Waking from The Nightmare of a Brain Explosion viết chi tiết chấn thương và chặng đường hồi phục của cô.